# Schmalfedermoho
Der Schmalfedermoho, Schmalfederhonigfresser  oder Kioea (Chaetoptila angustipluma) ist eine ausgestorbene Vogelart von Hawaii, die man bisher der Familie der Honigfresser zuordnete. Aufgrund neuer molekulargenetischer Analysen wurde festgestellt, dass die Ähnlichkeit mit den Honigfressern lediglich auf Konvergenz basiert und sowohl der Schmalfedermoho als auch die Krausschwänze vermutlich näher mit den Seidenschwänzen der Neuen Welt verwandt sind. Daher wurde 2008 die neue Familie Mohoidae beschrieben.

## Beschreibung

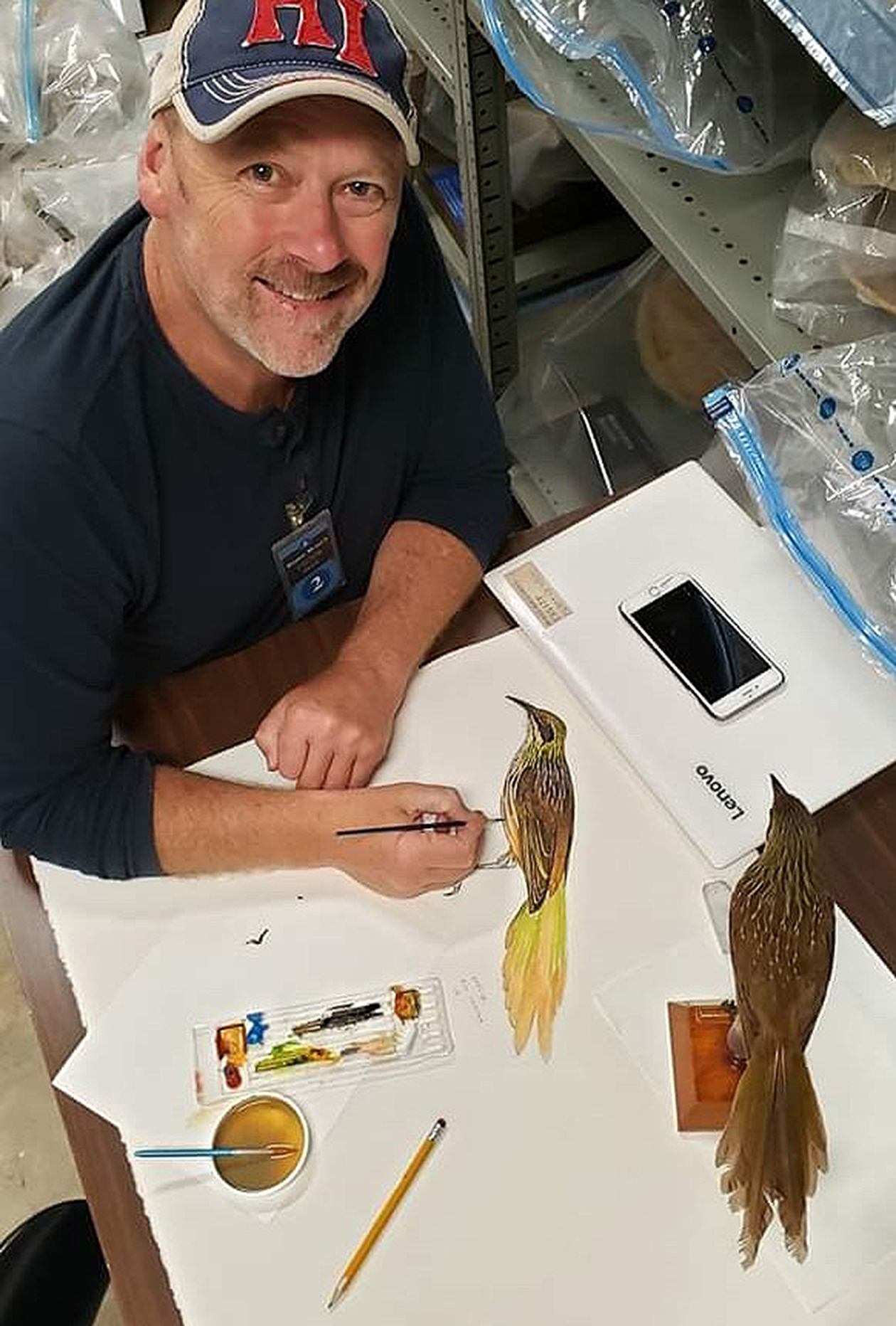
Julian P. Hume bei der Illustrationen eines Schmalfedermoho-Balgs im Bernice P. Bishop Museum

Die Länge des Schmalfedermohos betrug 33 Zentimeter. Die Oberseite war zum überwiegenden Teil grünlichbraun, die Unterseite wies eine schmutzige Weißfärbung auf. Die dunkelbraunen Augen waren von einem maskenartigen Augenstreif umgeben. Sein heimischer Trivialname kioea bedeutet in der hawaiischen Sprache „langbeinig“.

## Verbreitung und Lebensraum
Seine Verbreitung war vermutlich auf das Gebiet des Kīlauea-Vulkans auf der größten Insel Hawaiis (Big Island) beschränkt. Hier bewohnte er Bergwälder. Angaben, dass er auch auf Molokaʻi vorkam, beruhen vermutlich auf einer Verwechslung mit dem Borstenbrachvogel (Numenius tahitiensis), der ebenfalls als Kioea bezeichnet wird. 1978 entdeckte der Paläontologe Yosihiko H. Sinoto in einer Höhle bei Barbers Point, Oʻahu, die fossilen Überreste eines Vogels, dessen Knochen große Ähnlichkeit mit denen des Schmalfederhonigfressers hatte. Deshalb wird vermutet, dass zumindest eine Unterart auch auf der Insel Oʻahu vorkam.

## Lebens- und Verhaltensweise
Über die Lebensweise des Vogels ist fast nichts bekannt. Wie die anderen ausgestorbenen hawaiischen Krausschwänze, lebte er in den Baumkronen und ernährte sich von Nektar, Insekten und Raupen.

## Aussterben
1840 erhielten die beiden amerikanischen Naturforscher Charles Pickering und Titian Ramsay Peale das Typusexemplar des Schmalfedermohos. 1859 erbrachte der Vogelsammler James D. Mills den letzten gesicherten Nachweis über diese Art und erlegte bei Hilo eine größere Anzahl von Individuen. Über die Gründe seines Aussterbens ist nur wenig bekannt. Da er aber schon vor der Ankunft der Europäer als sehr selten galt, wird vermutet, dass es überwiegend natürliche Ursachen gewesen sein könnten. Insgesamt gibt es nur vier Museumsexemplare, die sich in Cambridge, im Bernice P. Bishop Museum in Honolulu, im Smithsonian Institution in Washington, D.C. und im American Museum of Natural History in New York City befinden.